# Sancristóbalspotlijster
De sancristóbalspotlijster (Mimus melanotis) is een endemische vogelsoort uit de familie mimidae die voorkomt op het eiland San Cristóbal van de Galapagoseilanden. In januari 1837 kreeg de vogelkundige  John Gould de balgen van de vogels die Charles Darwin op de Galapagoseilanden had verzameld. Vrij kort daarna in 1837 verschenen in de Proceedings of the Zoological Society of London (geldige) beschrijvingen van vogelsoorten die nieuw waren voor de wetenschap. Pas twee jaar later verscheen het uitgebreide reisverslag met illustraties van de nieuwe vogelsoorten.

## Verspreiding en leefgebied
De sancristóbalspotlijster komt voor binnen een gebied dat slechts 138 km² groot is. Volgens een schatting uit 2004 leefden daar 5300 volwassen vogels. Het leefgebied bestaat uit half open gebieden met struikgewas, parkachtig landschap met bomen, plantages en mangrove. Dicht laaglandbos, weilanden of verstedelijkt gebied worden gemeden.

## Status
De populatie neemt in aantal af. Hiervoor worden een groot aantal factoren genoemd waarbij de voornaamste zijn: de introductie van uitheemse parasieten (door Culex quinquefasciatus verspreide vogelmalaria), verstedelijking en intensivering van de landbouw. Om deze redenen staat deze endemische spotlijster als bedreigd op de Rode Lijst van de IUCN.